# لستر اسمیت (شناگر)
لستر اسمیت (به انگلیسی: Lester Smith) (زادهٔ ۱۴ آوریل ۱۹۰۲) شناگر اهل ایالات متحده آمریکا است.